# Паттерсон (Нью-Йорк)
Паттерсон (англ. Patterson) — місто (англ. town) в США, в окрузі Патнем штату Нью-Йорк. Населення — 11 541 особа (2020).

## Демографія
Згідно з переписом 2010 року, у місті мешкали 12 023 особи в 3905 домогосподарствах у складі 2818 родин. Було 4272 помешкання
Расовий склад населення:
| - 87,5 % — білих - 4,4 % — чорних або афроамериканців - 1,8 % — азіатів - 0,2 % — корінних американців - 3,9 % — осіб інших рас |

До двох чи більше рас належало 2,2 %. Частка іспаномовних становила 12,9 % від усіх жителів.
За віковим діапазоном населення розподілялося таким чином: 22,9 % — особи молодші 18 років, 67,1 % — особи у віці 18—64 років, 10,0 % — особи у віці 65 років та старші. Медіана віку мешканця становила 40,0 року. На 100 осіб жіночої статі у місті припадало 102,4 чоловіків;  на 100 жінок у віці від 18 років та старших — 99,5 чоловіків також старших 18 років.
Середній дохід на одне домашнє господарство  становив 108 335 доларів США (медіана — 94 875), а середній дохід на одну сім'ю — 121 242 долари (медіана — 109 500). Медіана доходів становила 62 955 доларів для чоловіків та 44 464 долари для жінок. За межею бідності перебувало 10,8 % осіб, у тому числі 10,1 % дітей у віці до 18 років та 8,4 % осіб у віці 65 років та старших.
Цивільне працевлаштоване населення становило 5853 особи. Основні галузі зайнятості: освіта, охорона здоров'я та соціальна допомога — 25,9 %, науковці, спеціалісти, менеджери — 14,1 %, роздрібна торгівля — 13,7 %.